# 寬額鱗鮋
寬額鱗鮋，為輻鰭魚綱鮋形目鮋亞目真裸皮鮋科的其中一種，為亞熱帶海水魚，分布於東印度洋澳洲南部海域，棲息深度1-30公尺，體長可達12.5公分，棲息在沿岸河口、海灣，生活習性不明，具有毒性。